# Nueva Política Económica
La Nueva Política Económica (en ruso: новая экономическая политика, nóvaya ekonomícheskaya polítika, abreviado como НЭП, NEP) fue una política económica propuesta por Lenin, a la que denominó «Capitalismo de Estado». Fue oficialmente discutida en el curso del X Congreso del Partido Comunista Ruso.

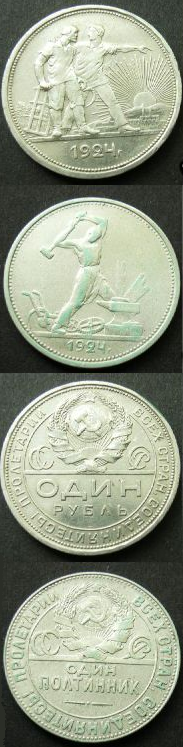
Rublos soviéticos de 1924.

Adoptada el 14 de marzo de 1921 por el X Congreso del Partido Comunista Ruso, reemplazando la política de «comunismo de guerra» seguida durante la Guerra Civil y la intervención, que llevó a la Rusia soviética al declive económico. El contenido principal de la NEP es la sustitución de la apropiación excedente por un impuesto en especie en el campo (hasta el 70% del grano se retiró durante la apropiación excedente, alrededor del 30% con el impuesto en especie), el uso del mercado y diversas formas de propiedad, la atracción de capitales extranjeros en forma de concesiones, la implementación de una reforma monetaria (1922-1924), en virtud de la cual el rublo se convirtió en moneda convertible.
El Estado soviético enfrentó problemas de estabilización financiera, lo que significó suprimir la inflación y lograr un presupuesto estatal equilibrado. La estrategia del Estado encaminada a sobrevivir en las condiciones del bloqueo crediticio determinó la primacía de la URSS en la elaboración de balances de producción y distribución de productos. La nueva política económica presuponía la regulación estatal de una economía mixta utilizando mecanismos planificados y de mercado. La NEP se basó en las ideas de las obras de V.I. Lenin, discusiones sobre la teoría de la reproducción y el dinero, los principios de fijación de precios, finanzas y crédito.
La NEP permitió restaurar rápidamente la economía nacional y la economía destruida por la Primera Guerra Mundial y la Guerra Civil, pero no resolvió los problemas de desarrollo acelerado y transformación de un país campesino en industrial.
La Nueva Política Económica fue reemplazada por el Primer Plan Quinquenal de Stalin en 1928.

## Condiciones previas para la NEP

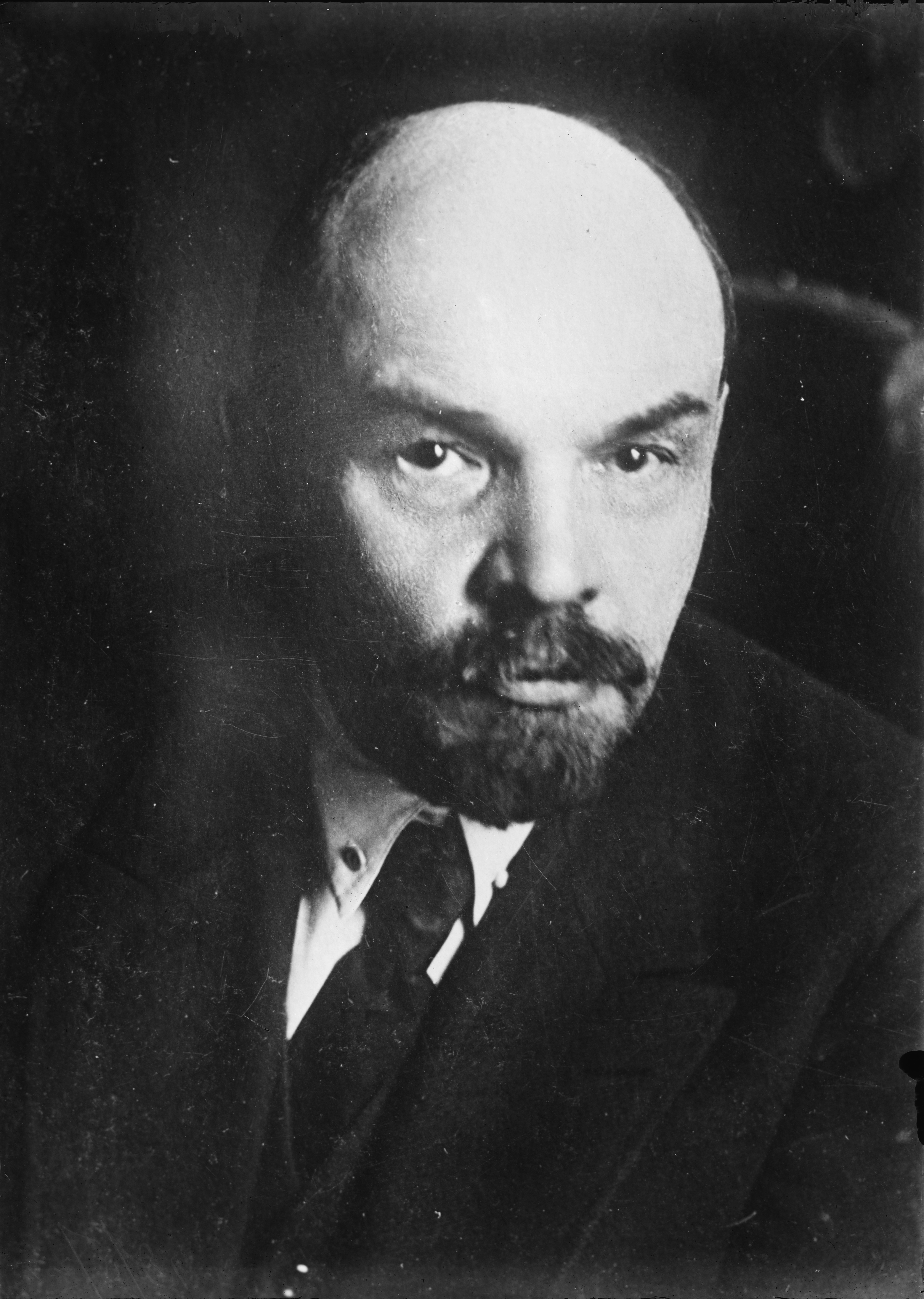
Vladimir Lenin

En 1920, la RSFSR estaba en ruinas, los territorios de Polonia, Finlandia, Letonia, Estonia, Lituania, Bielorrusia Occidental, Ucrania Occidental y Besarabia abandonaron el antiguo Imperio ruso. Según los expertos, la población en los territorios restantes apenas alcanzó los 135 millones de personas.
Durante las hostilidades, el Dombás, la región petrolera de Bakú, los Urales y Siberia se vieron particularmente afectados, muchas minas fueron destruidas. Debido a la falta de combustible y materias primas, se pararon las fábricas. Los trabajadores se vieron obligados a abandonar las ciudades e irse al campo. El volumen de producción industrial había disminuido significativamente y, como resultado, la producción agrícola.
La sociedad se degradó, su potencial intelectual se debilitó significativamente, la mayor parte de la intelectualidad rusa fue destruida o abandonó el país; por lo tanto, la principal tarea de la política interna del PCR (b) y el estado soviético era restaurar la economía destruida, crear la base material-técnica y sociocultural para construir el socialismo.
Los campesinos, indignados por las acciones de los destacamentos de alimentos, no solo se negaron a entregar el grano, sino que también comenzaron a alzarse para la lucha armada. Los levantamientos cubrieron la región de Tambov, Ucrania, Kuban, la región del Volga y Siberia. Se enviaron unidades del Ejército Rojo para reprimir estos levantamientos.
El descontento afectó al Ejército Rojo y la Armada. El 1 de marzo de 1921, marineros y hombres del Ejército Rojo de la guarnición de Kronstadt bajo el lema "¡Por los soviets sin comunistas!" exigió la liberación de todos los representantes de los partidos socialistas, las repetición de elecciones a los soviets y, como se desprende de la consigna, la exclusión de todos los comunistas de ellos, la concesión de la libertad de expresión, reunión y sindicatos a todos los partidos, asegurando libertad de comercio, que permite a los campesinos utilizar libremente su tierra y disponer de los productos de su economía, es decir, la eliminación de la apropiación de excedentes (la política de asegurar la compra de alimentos gravando a los campesinos en forma de grano).

   ¡Camaradas y ciudadanos! Nuestro país atraviesa un momento difícil. El hambre, el frío y la devastación económica nos han mantenido en un puño de hierro durante tres años. El Partido Comunista, que gobernaba el país, se separó de las masas y no pudo sacarlo del estado de ruina general. No tuvo en cuenta los disturbios que se habían producido recientemente en Petrogrado y Moscú y que indicaban claramente que el partido había perdido la confianza de las masas obreras. Tampoco tuvo en cuenta las demandas de los trabajadores. Ella los considera las intrigas de la contrarrevolución. Ella está profundamente equivocada. Estos disturbios, estas demandas son la voz de todo el pueblo, de todo el pueblo trabajador. Todos los obreros, marineros y militares del Ejército Rojo ven claramente en el momento actual que sólo con el esfuerzo común, por la voluntad común de los trabajadores, es posible dar al país pan, leña, carbón, vestir a los descalzos y desnudos y conducir al pueblo ...
Comité Revolucionario Provisional de Kronstadt.

Convencidos de la imposibilidad de llegar a un acuerdo con los rebeldes, las autoridades irrumpieron en Kronstadt. Al alternar el fuego de artillería y acciones de infantería, Kronstadt fue capturado el 18 de marzo; algunos de los rebeldes murieron, el resto huyó a Finlandia o se rindió.

## El curso de desarrollo de la NEP

### Proclamación de la NEP
Por decreto del Comité Ejecutivo Central Panruso del 21 de marzo de 1921, adoptado sobre la base de las decisiones del X Congreso del PCR (b), la asignación de excedentes fue cancelada y reemplazada por un impuesto natural en especie, que era aproximadamente la mitad de la producción. Una relajación tan significativa dio un cierto incentivo al desarrollo de la producción para el campesinado cansado de la guerra.
La introducción del impuesto en especie no fue una medida única. El X Congreso proclamó la Nueva Política Económica. Su esencia es el supuesto de las relaciones de mercado. La NEP fue vista como una política temporal destinada a crear las condiciones para el socialismo.
El principal objetivo político de la NEP es aliviar la tensión social, fortalecer la base social del poder soviético en la forma de una alianza de trabajadores y campesinos: «el vínculo entre la ciudad y el campo». El objetivo económico es evitar una mayor agravación de la devastación, salir de la crisis y restaurar la economía. El objetivo social es proporcionar condiciones favorables para la construcción de una sociedad socialista, sin esperar la revolución mundial. Además, la NEP tenía como objetivo restablecer los lazos normales de política exterior y superar el aislamiento internacional.
Contrariamente a la creencia popular, el X Congreso del PCR (b) no tomó una decisión sobre la introducción de la libertad de comercio y la legalización de la empresa privada. Además, en este congreso Lenin declaró inequívocamente que la libertad de comercio era para los bolcheviques «un peligro no menos que Kolchak y Denikin juntos». El congreso decidió reemplazar el sistema de apropiación de excedentes, que era extremadamente molesto para los campesinos, por un impuesto en especie más ligero, dando al pueblo la libertad de disponer del excedente que queda después de la entrega del impuesto en especie y consumo personal. Se suponía que el estado intercambiaría de manera centralizada estos excedentes por bienes industriales en demanda en el campo: queroseno, clavos y diverso material agrícola.
Sin embargo, la vida pronto anuló estos cálculos divorciados de la realidad. En las condiciones de devastación de la posguerra, el Estado simplemente no tenía suficientes bienes industriales para intercambiar. La propia lógica de los acontecimientos obligó a los bolcheviques, abandonando el sistema de apropiación del excedente, a apostar gradualmente por la legalización de la libertad de comercio.
Durante 1921, el tono de los discursos de Lenin cambió gradualmente. En la X Conferencia del Partido Comunista en mayo y en el III Congreso de la Comintern en junio-julio, declaró que la NEP era una retirada táctica temporal, necesaria antes de un nuevo resurgimiento de la revolución mundial, que se esperaba en los próximos años. Sin embargo, en el otoño, las declaraciones se volvieron completamente diferentes.
En el Segundo Congreso de Educación Política de toda Rusia, hablando el 17 de octubre con un informe "Nueva política económica y las tareas de la educación política", Lenin se vio obligado a admitir que el capitalismo se restauró hasta cierto punto, que su restauración era necesaria mientras se desconocen la supervivencia del bolchevismo y los límites de una mayor retirada.

La Nueva Política Económica significa la sustitución de la difusión por un impuesto, significa la transición a la restauración del capitalismo en gran medida. Hasta qué punto, no sabemos; la destrucción de los medios de difusión para que los campesinos tengan libre comercio de excedentes agrícolas, no tomados por impuestos, y el impuesto se lleva sólo una pequeña parte de los productos. Los campesinos constituyen una gran parte de toda la población y de toda la economía, por lo que el capitalismo no puede sino crecer sobre la base de este libre comercio ...

... la lucha es y será aún más desesperada, incluso más brutal que la lucha contra Kolchak y Denikin. Esto se debe a que esa lucha militar es algo común. Cientos y miles de años, siempre han luchado ... La tarea de nuestro partido es desarrollar la conciencia de que el enemigo entre nosotros es el capitalismo anarquista y el intercambio anárquico de mercancías.

En la VII Conferencia Provincial del Partido en Moscú, entregando un informe el 29 de octubre, Lenin también admitió que el supuesto intercambio centralizado de bienes se rompió “en el sentido de que resultó en compra y venta, el mercado privado resultó ser más fuerte que nosotros, y en lugar de la circulación de mercancías, resultó ser una compra y venta, un comercio ordinario".
La introducción del libre comercio provocó cierta decepción por parte del partido. Trotski expresó sentimientos muy similares, quien el 25 de agosto de 1921, en una reunión del Politburó, señaló con pesimismo que ahora "los días del poder soviético están contados" y "el cuco ya ha zumbado".

#### Medidas legislativas
En julio de 1921, se estableció un procedimiento de permisos para abrir establecimientos comerciales. Los monopolios estatales sobre diversos tipos de productos y bienes fueron cancelados gradualmente. Para las pequeñas empresas industriales, se estableció un procedimiento de registro simplificado, se revisaron las cantidades permisibles de uso de mano de obra contratada (de diez trabajadores en 1920 a veinte trabajadores por empresa según el decreto de julio de 1921). Se llevó a cabo la desnacionalización de las empresas pequeñas y artesanales.
En relación con la introducción de la NEP, se introdujeron ciertas garantías legales para la propiedad privada. Entonces, el 22 de mayo de 1922, el Comité Ejecutivo Central de toda Rusia emitió un decreto "Sobre los principales derechos de propiedad privada reconocidos por la RSFSR, protegidos por sus leyes y protegidos por los tribunales de la RSFSR". Luego, por decreto del Comité Ejecutivo Central Panruso del 11 de noviembre de 1922, del 1 de enero de 1923, se puso en vigencia el Código Civil de la RSFSR, que, en particular, disponía que todo ciudadano tiene derecho a organizarse industriales y empresas comerciales.
Ya en noviembre de 1920, el Consejo de Comisarios del Pueblo adoptó el decreto "Sobre concesiones", sin embargo, no fue hasta 1923 que comenzó la práctica de celebrar acuerdos de concesión, en virtud de los cuales se concedía a las empresas extranjeras el derecho a utilizar empresas de propiedad estatal.

### NEP en el sector financiero
La tarea de la primera etapa de la reforma monetaria, que se implementó en el marco de una de las direcciones de la política económica del Estado, fue estabilizar las relaciones monetarias y crediticias de la URSS con otros países. Después de que se llevaron a cabo dos denominaciones, como resultado de las cuales 1 millón de rublos en los billetes antiguos se equiparó a 1 rublo en los nuevos sovnotsk, se introdujo una circulación paralela de sovznots en depreciación para dar servicio a la circulación de productos pequeños y chervonets duros, respaldados por metales preciosos, moneda extranjera estable y bienes de fácil comercio. Los chervonets se equipararon a la antigua moneda de oro de 10 rublos que contenía 7,74 gramos de oro puro.
La emisión de sovnitsk depreciado se utilizó para financiar el déficit presupuestario estatal causado por las dificultades económicas. Su participación en la oferta monetaria disminuyó constantemente del 94% en febrero de 1923 al 20% en febrero de 1924. Debido a la depreciación de los sovznaks, el campesinado, que buscaba retrasar la venta de sus productos, sufrió grandes pérdidas, y la clase obrera, que recibía salarios en sovznaks. Para compensar las pérdidas de la clase trabajadora, se utilizó una política fiscal para aumentar la tributación del sector privado y reducir la tributación del sector público. Se aumentaron los impuestos especiales sobre los artículos de lujo y los impuestos especiales sobre los artículos de primera necesidad se redujeron o cancelaron por completo. Los préstamos estatales desempeñaron un papel importante en el apoyo a la estabilidad de la moneda nacional durante todo el período de la NEP. Sin embargo, la amenaza al vínculo comercial entre la ciudad y el campo requería la eliminación de la circulación monetaria paralela y la estabilización del rublo en el mercado interno.
La hábil combinación de instrumentos planificados y de mercado para regular la economía, que aseguró el crecimiento de la economía nacional, una fuerte disminución del déficit presupuestario, un aumento de las reservas de oro y divisas, así como una activa balanza comercial exterior, hizo que durante 1924 fue posible llevar a cabo la segunda etapa de la reforma monetaria para la transición a una moneda estable. Los letreros soviéticos cancelados estaban sujetos a redención en notas del tesoro a una proporción fija dentro de un mes y medio. Se estableció una relación firme entre el rublo del tesoro y los chervonets del banco, que equivalía a 1 ducado por 10 rublos. Los billetes de banco y del tesoro estaban en circulación y los ducados de oro se utilizaban, por regla general, en los pagos internacionales. Su tipo de cambio en 1924 se volvió más alto que la paridad oficial del oro en relación con la libra esterlina y el dólar.
En la década de 1920, el crédito comercial se utilizó ampliamente, dando servicio a aproximadamente el 85% del volumen de ventas de bienes. Los bancos controlaban los préstamos mutuos a las organizaciones económicas y, con la ayuda de las operaciones contables y de prenda, regulaban el tamaño de un préstamo comercial, su dirección, términos y tasa de interés. Sin embargo, su aplicación creó una oportunidad para una redistribución no planificada de fondos en la economía nacional y dificultó el control bancario.
Se desarrolló la financiación de inversiones de capital y los préstamos a largo plazo. Después de la guerra civil, las inversiones de capital se financiaron de forma irrevocable o en forma de préstamos a largo plazo. Para invertir en la industria en 1922, se crearon la sociedad anónima "Electrocrédito" y el Banco Industrial, que luego se transformó en el Electrobanco y el Banco Comercial e Industrial de la URSS. Los préstamos a largo plazo a la economía local fueron realizados por los bancos comunales locales, que se transformaron a partir de 1926 en el Banco Comunal Central (Tsekombank). La agricultura recibió préstamos a largo plazo de instituciones de crédito estatales, cooperativas de crédito, el Banco Central Agrícola formado en 1924, bancos cooperativos: Vsecobank y Ukrainbank. Al mismo tiempo, se creó Vneshtorgbank, que realizaba servicios de crédito y liquidación para el comercio exterior, compra y venta de divisas.

### NEP en agricultura
Del llamamiento del Comité Ejecutivo Central y del Consejo de Comisarios del Pueblo "Al campesinado de la RSFSR" el 23 de marzo de 1921:

... Por decreto del Comité Ejecutivo Central de toda Rusia y el Consejo de Comisarios del Pueblo, se cancela el diseño y se introduce un impuesto sobre los productos agrícolas. Este impuesto debería ser menor que la distribución de cereales. Debe designarse incluso antes de la siembra de primavera, para que cada campesino pueda tener en cuenta de antemano qué parte de la cosecha debe dar al estado y cuánto quedará a su completa disposición. El impuesto debe recaudarse sin garantía mutua, es decir, debe recaer sobre un cabeza de familia individual para que un propietario diligente y trabajador no tenga que pagar por un aldeano descuidado. Una vez cumplido el impuesto, el excedente que queda con el campesino pasa a su plena disposición. Tiene derecho a canjearlos por alimentos e inventarios, que serán entregados a la aldea por el estado desde el exterior y desde sus fábricas y plantas; puede utilizarlos para intercambiar por los productos que necesita a través de cooperativas y en los mercados y bazares locales ...

El impuesto en especie se fijó inicialmente en alrededor del 20% del producto neto del trabajo campesino (es decir, para pagarlo se requería entregar casi la mitad del grano que en la apropiación del excedente), y posteriormente se planeó reducido al 10% de la cosecha y convertido en moneda.
El Código de Tierras de la RSFSR fue adoptado el 30 de octubre de 1922 y entró en vigor en diciembre del mismo año. Él "canceló para siempre el derecho a la propiedad privada de la tierra", los recursos minerales, el agua y los bosques dentro de la RSFSR. Se permitió el arrendamiento de tierras por un período de no más de una rotación de cultivos. Al mismo tiempo, se preveía que "nadie puede recibir bajo un contrato de arrendamiento por su uso de la tierra más de la cantidad que puede procesar además de su asignación con las fuerzas de su economía". El uso de mano de obra contratada por los campesinos sólo se permitió con la condición de que la finca empleadora mantuviera su propio sistema de trabajo, es decir, siempre que todos los miembros capacitados disponibles de la finca, en igualdad de condiciones con los trabajadores contratados, participaran en el trabajo de la granja, y siempre que la granja no pueda hacer este trabajo por sí misma.
Sin embargo, debe tenerse en cuenta que los campesinos ricos pagaban impuestos a tasas más altas. Así, por un lado, existía la oportunidad de mejorar el bienestar, pero por otro lado, no tenía sentido expandir demasiado la economía. Todo esto en conjunto condujo al "promedio" de la aldea. El bienestar de los campesinos en su conjunto ha aumentado en comparación con el nivel de antes de la guerra, ha disminuido el número de pobres y ricos y ha aumentado la proporción de campesinos medios.
Sin embargo, incluso esta reforma a medias rindió algunos resultados, y en 1926 el suministro de alimentos había mejorado significativamente.
En general, la NEP tuvo un efecto beneficioso sobre el estado de la aldea. Primero, los campesinos recibieron un incentivo para trabajar. En segundo lugar, muchos (en comparación con los tiempos prerrevolucionarios) han aumentado su asignación de tierras, el principal medio de producción.
El país necesitaba dinero: para el mantenimiento del ejército, para la restauración de la industria. Además, los bolcheviques gastaron importantes fondos estatales para apoyar el movimiento revolucionario mundial. En un país donde el 80% de la población era campesina, la carga principal de la carga tributaria recaía sobre él. Pero el campesinado no era lo suficientemente rico para satisfacer todas las necesidades del estado, los ingresos fiscales necesarios. El aumento de los impuestos sobre los campesinos especialmente ricos tampoco ayudó, por lo tanto, a partir de mediados de la década de 1920, comenzaron a utilizarse activamente otras formas no tributarias de reponer el tesoro, como préstamos forzosos y precios bajos de los cereales y precios inflados de los bienes industriales. Como resultado, los bienes industriales, si calculamos su valor en poods de trigo, resultaron ser varias veces más caros que antes de la guerra, a pesar de su menor calidad. Se formó un fenómeno que, con la mano ligera de Trotski, comenzó a denominarse "tijeras de precios", debido al cruce de gráficos de los precios de los dos tipos de productos. Los campesinos reaccionaron de forma sencilla: dejaron de vender cereales por encima de lo que necesitaban para pagar los impuestos. La primera crisis en la comercialización de productos manufacturados se produjo en el otoño de 1923. Los campesinos necesitaban arados y otros productos industriales, pero se negaban a comprarlos a precios inflados. La siguiente crisis surgió en el año económico 1924-1925 (es decir, en el otoño de 1924, en la primavera de 1925). La crisis se denominó “adquisiciones”, ya que las adquisiciones representaron solo dos tercios del nivel esperado.
Por tanto, en 1925 quedó claro que la economía nacional había llegado a una contradicción: el mayor avance hacia el mercado se vio obstaculizado por factores políticos e ideológicos, el miedo a la "degeneración" del poder; el regreso al tipo de economía militar-comunista se vio obstaculizado por los recuerdos de la guerra campesina de 1920 y la hambruna masiva, el miedo a los levantamientos antisoviéticos, todo esto provocó discordia en las valoraciones políticas de la situación.
Entonces, en 1925, Bujarin llamó a los campesinos: «¡Hágase rico, acumule, desarrolle su economía!», Pero después de unas semanas se retractó de sus palabras.[cita requerida] Otros, liderados por E.A. los kulaks como clase ", ni sobre la violenta" colectivización continua ", ni sobre la reducción de la NEP (a diferencia de Bujarin, que desde 1930 comenzó a fundamentar teóricamente la nueva política estalinista, y en 1937, en su carta a los futuros líderes del partido, juró que ya 8 años no tiene desacuerdos con Stalin, E. A. Preobrazhensky condenó la política estalinista en la Lubyanka en 1936). Sin embargo, las contradicciones de la NEP intensificaron los sentimientos anti-épicos de las secciones media y baja de la dirección del partido.
En el año económico 1927-1928, estalló una nueva crisis: no fue posible recolectar ni siquiera los volúmenes de grano más necesarios.

### NEP en la industria
La NEP en la industria se convirtió en desequilibrios en el intercambio de bienes entre la ciudad y el campo, el predominio de la producción a pequeña escala frente a la gran industria estratégica y el desempleo masivo.

#### Estructura de propiedad
Se suspendió la nacionalización de la industria: las empresas con hasta 20 trabajadores quedaron en manos privadas. Se permitió la transferencia de empresas previamente nacionalizadas en arrendamiento a particulares, a menudo a sus antiguos propietarios. La industria a gran escala (las "alturas dominantes" de Lenin) quedó en manos del Estado, con dos cambios significativos.
1. La gestión de la industria se repartía entre los Consejos de Economía Nacional de la Unión, Republicana y Local, que actuaban de forma autónoma:[14] El Consejo Supremo de Economía Nacional, habiendo perdido el derecho a interferir en las actividades actuales de empresas y fideicomisos, se ha convertido en un punto focal. Su aparato se redujo drásticamente. Fue en ese momento que apareció la contabilidad económica, en la que la empresa (después de contribuciones fijas obligatorias al presupuesto estatal) recibió el derecho a disponer de los ingresos de la venta de productos en sí misma, era ella misma responsable de los resultados de sus actividades económicas, utilidades utilizadas de forma independiente y pérdidas cubiertas. En las condiciones de la NEP, escribió Lenin, "las empresas estatales se están transfiriendo al llamado cálculo económico, es decir, de hecho, en gran medida, a principios comerciales y capitalistas"
2. Se abolió la gestión directa de la industria fabril a través de las administraciones centrales: Las ramas de la industria se unieron en fideicomisos, que administraron el grupo de empresas en su conjunto; en promedio, había unas 10 empresas en el fideicomiso.[14] Estas asociaciones de empresas homogéneas o interconectadas obtuvieron total independencia económica y financiera sobre la base de la contabilidad de costos, hasta el derecho a emitir préstamos en condiciones de servidumbre a largo plazo.[15] A fines de 1922, alrededor del 90% de las empresas industriales estaban unidas en 421 fideicomisos, el 40% de ellas estaban centralizadas y el 60% eran de subordinación local. Los propios fideicomisos decidieron qué producir y dónde vender sus productos. Las empresas que formaban parte del fideicomiso se retiraron del suministro estatal y se pasaron a la compra de recursos en el mercado. La ley disponía que "el tesoro estatal no es responsable de las deudas de los fideicomisos".

Al menos el 20% de las utilidades de los fideicomisos debían destinarse a la formación de capital de reserva hasta alcanzar un valor igual a la mitad del capital autorizado (luego este estándar se redujo al 10% de utilidades hasta llegar a un tercio de la capital inicial). Y el capital de reserva se utilizó para financiar la expansión de la producción y el reembolso de pérdidas en la actividad económica. Las bonificaciones recibidas por los miembros de la junta y los trabajadores del fideicomiso dependían del tamaño de las ganancias. Parte de la ganancia se destinó al estado como propietario de los activos fijos de las empresas. También se pidió a algunas de las principales industrias que entregaran parte de su producción a organismos gubernamentales.
Los fideicomisos más grandes se formaron en la industria textil; el mayor consorcio textil empleaba a unos 50 mil trabajadores.
Comenzaron a aparecer sindicatos: asociaciones voluntarias de fideicomisos sobre la base de la cooperación, dedicadas a operaciones de venta, suministro, préstamos y comercio exterior. A fines de 1922, el 80% de la industria de confianza estaba sindicalizada, ya principios de 1928 había 23 sindicatos que operaban en casi todas las industrias, concentrando en sus manos la mayor parte del comercio mayorista. El directorio de los sindicatos se eligió en una reunión de representantes de los fideicomisos, y cada fideicomiso podía transferir, a su discreción, una parte mayor o menor de su suministro y ventas a la jurisdicción del sindicato.

El resurgimiento de la industria estatal con la estructura económica general de nuestro país dependerá necesariamente en gran medida del desarrollo de la agricultura; el capital circulante necesario debe formarse en la agricultura como un excedente de productos agrícolas sobre el consumo del campo, antes de que la industria pueda hacerlo. dar un paso adelante decisivo. Pero es igualmente importante que la industria estatal se mantenga al día con la agricultura, de lo contrario, a partir de esta última se crearía una industria privada que, al final, se tragaría o disiparía a la estatal. Solo una industria que da más de lo que absorbe puede salir victoriosa. Una industria que vive del presupuesto, es decir, de la agricultura, no podría crear un apoyo estable y duradero a la dictadura proletaria. La cuestión de la creación de plusvalía en la industria estatal es la cuestión del destino del poder soviético, es decir, del destino del proletariado.
Resolución del XII Congreso del Partido Comunista de Rusia (bolchevique), abril de 1923:

La industria también había experimentado transformaciones radicales, la venta de productos terminados, la compra de materias primas, materiales, equipos se llevó a cabo en un mercado completo, a través de canales mayoristas. Surgió una amplia red de bolsas de productos básicos, ferias y empresas comerciales. 
En la industria y otros sectores, se restablecieron los salarios en efectivo, se introdujeron aranceles y salarios, excluyendo la igualación, y se levantaron las restricciones para aumentar los ingresos con un aumento de la producción. Se eliminaron los ejércitos laborales, se abolieron el servicio de trabajo obligatorio y las restricciones básicas para cambiar de trabajo. La organización del trabajo se basó en los principios de incentivos materiales, que sustituyeron a la coerción no económica del "comunismo de guerra". El número absoluto de desempleados registrados en las bolsas de trabajo aumentó durante el período de la NEP (de 1,2 millones de personas a principios de 1924 a 1,7 millones de personas a principios de 1929), pero la expansión del mercado laboral fue aún más significativa (el número de los trabajadores y empleados en todas las ramas de la economía nacional aumentaron de 5,8 millones en 1924 a 12,4 millones en 1929), por lo que la tasa de desempleo real disminuyó.
Surgió un sector privado en la industria y el comercio: algunas empresas estatales fueron desnacionalizadas, otras fueron arrendadas; A los particulares con no más de 20 empleados se les permitió crear sus propias empresas industriales (más tarde se elevó este "techo"). Entre las fábricas alquiladas por "comerciantes privados" se encontraban las que contaban entre 200 y 300 personas y, en general, el sector privado durante el período NEP representó alrededor de una quinta parte de la producción industrial, el 40-80% del comercio minorista y una pequeña parte del comercio mayorista.
Varias empresas se alquilaron a empresas extranjeras en forma de concesiones. En 1926-1927, estaban vigentes 117 acuerdos de este tipo. Abarcaron empresas que empleaban a 18 mil personas y producían poco más del 1% de los productos industriales. En algunas industrias, sin embargo, la participación de empresas concesionarias y sociedades anónimas mixtas en las que los extranjeros poseían parte de la participación fue significativa: en la extracción de plomo y plata, 60%; mineral de manganeso - 85%; oro - 30%; en la producción de prendas de vestir y artículos de tocador - 22%.
Además del capital, se envió a la URSS una corriente de trabajadores inmigrantes de todo el mundo. En 1922, la American Garment Workers Union y el gobierno soviético crearon la Russian-American Industrial Corporation (RAIK), a la que se transfirieron seis fábricas textiles y de confección en Petrogrado y cuatro en Moscú.
La cooperación de todas las formas y tipos se desarrolló rápidamente. El papel de las cooperativas de producción en la agricultura era insignificante (en 1927 proporcionaban solo el 2% de todos los productos agrícolas y el 7% de los productos comercializables), pero a fines de la década de 1920, más de la mitad de todos estaban cubiertos por las formas primarias más simples: cooperación en comercialización, suministro y crédito, fincas campesinas. A fines de 1928, las cooperativas productivas de diversos tipos, principalmente campesinas, cubrían a 28 millones de personas (13 veces más que en 1913). En el comercio minorista socializado, el 60-80% recayó en la cooperativa y solo el 20-40% en el estado mismo, en la industria en 1928, el 13% de toda la producción fue proporcionada por las cooperativas, había legislación cooperativa de préstamos y seguros.
En lugar de los depreciados y en realidad ya rechazados por el volumen de negocios de sovznak en 1922, el lanzamiento de una nueva unidad monetaria: los chervonets, que tenían un contenido de oro y una tasa de oro (1 ducado = 10 rublos de oro prerrevolucionarios = 7,74 gramos de oro). oro puro) se inició. En 1924, los Sovznaks, que fueron rápidamente expulsados por los chervontsy, dejaron de imprimir por completo y fueron retirados de la circulación; en el mismo año, se equilibró el presupuesto y se prohibió el uso de emisiones monetarias para cubrir los gastos del gobierno; se emitieron nuevos billetes del tesoro: rublos (10 rublos = 1 chervonets). En el mercado de divisas, tanto a nivel nacional como en el extranjero, los chervonets se cambiaban libremente por oro y las principales divisas extranjeras al tipo de cambio del rublo zarista de antes de la guerra (1 dólar estadounidense = 1,94 rublos).

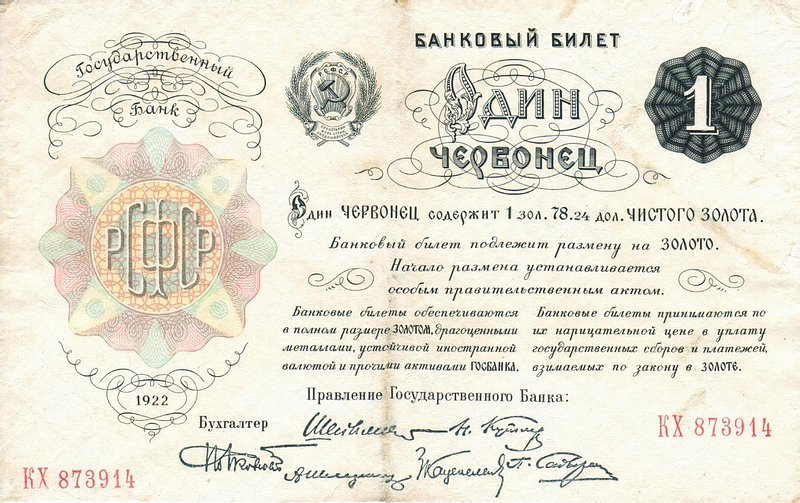
1 rublo de 1922

Se reactivó el sistema crediticio. En 1921, se creó el Banco Estatal de la RSFSR (transformado en 1923 en Banco Estatal de la URSS), que comenzó a otorgar préstamos a la industria y al comercio sobre una base comercial. En 1922-1925, se crearon una serie de bancos especializados: bancos por acciones, en los que eran los accionistas, sindicatos, cooperativas, privados e incluso en un momento extranjeros, para otorgar préstamos a ciertos sectores de la economía y regiones del país; cooperativa - para préstamos a cooperativas de consumidores; sociedades de crédito agrícola organizadas en acciones, cerradas en los bancos agrícolas centrales y republicanos; sociedades de crédito mutuo: para préstamos a la industria y el comercio privados; cajas de ahorros - para movilizar el ahorro de dinero de la población. Al 1 de octubre de 1923, 17 bancos independientes operaban en el país y la participación del Banco del Estado en las inversiones crediticias totales de todo el sistema bancario era de 2/3. Para el 1 de octubre de 1926, el número de bancos aumentó a 61 y la participación del Banco del Estado en los préstamos a la economía nacional se redujo al 48%.

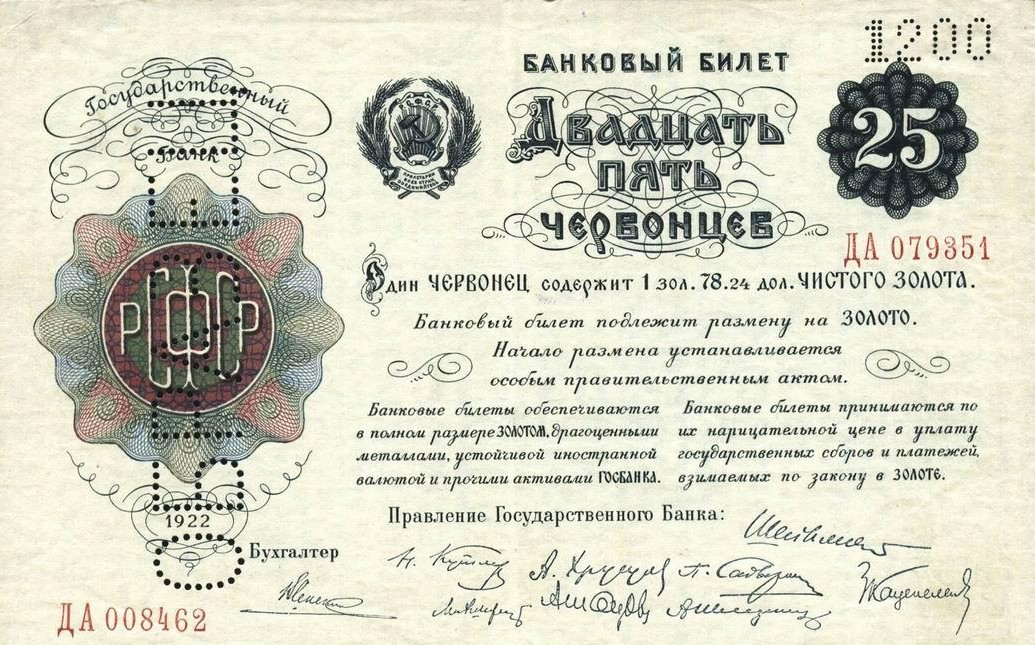
25 chervontsev de 1922 - la mayor denominación

En la década de 1920, las relaciones mercancía-dinero, que antes intentaban expulsar de la producción y el intercambio, penetraron en todos los poros del organismo económico, se convirtieron en el principal vínculo de conexión entre sus partes individuales.
En solo 5 años, de 1921 a 1926, el índice de producción industrial aumentó más de 3 veces; la producción agrícola se duplicó y superó el nivel de 1913 en un 18%. Pero incluso después del final del período de recuperación, el crecimiento económico continuó a un ritmo rápido: en 1927 y 1928, la producción industrial creció un 13 y un 19%, respectivamente. En conjunto, para el período 1921-1928, la tasa de crecimiento anual promedio de la renta nacional fue del 18%.
El resultado más importante de la NEP fue que se lograron éxitos económicos impresionantes sobre la base de relaciones sociales fundamentalmente nuevas y hasta ahora desconocidas. En la industria, los puestos clave fueron ocupados por fideicomisos estatales, en la esfera crediticia y financiera - por los bancos estatales y cooperativas, en la agricultura - por pequeñas fincas campesinas, cubiertas por los tipos más simples de cooperación. Las funciones económicas del estado también resultaron ser completamente nuevas bajo las condiciones de la NEP; los objetivos, principios y métodos de la política económica del gobierno han cambiado radicalmente. Si antes el centro estableció directamente proporciones tecnológicas naturales de reproducción por orden, ahora ha cambiado a la regulación de precios, tratando de asegurar un crecimiento equilibrado por métodos económicos indirectos.
El estado presionó a los productores, obligándolos a buscar reservas internas para aumentar las ganancias, para movilizar esfuerzos para aumentar la eficiencia de la producción, lo que ahora solo podría asegurar el crecimiento de las ganancias.
El gobierno lanzó una amplia campaña para bajar los precios a fines de 1923, pero en 1924 comenzó una regulación verdaderamente integral de las proporciones de precios, cuando la circulación se cambió por completo a una moneda de corazón estable, y las funciones de la Comisión de Comercio Interno se redujeron y se cedieron a la Comisaría Popular de Comercio Interior con amplios derechos en materia de racionamiento de precios. Las medidas tomadas demostraron ser exitosas: los precios al por mayor de los productos manufacturados cayeron desde octubre de 1923 hasta el 1 de mayo de 1924 en un 26% y continuaron descendiendo.
Durante todo el período posterior, hasta el final de la NEP, el tema de los precios continuó siendo el núcleo de la política económica estatal: elevarlos mediante fideicomisos y sindicatos amenazaba con una repetición de la crisis de ventas, mientras que su excesiva disminución en presencia de un sector privado. El sector junto con el estado condujo inevitablemente al enriquecimiento del propietario privado a expensas de que la industria estatal bombeara los recursos de las empresas estatales a la industria y el comercio privados. El mercado privado, donde los precios no estaban racionados, sino que se fijaban como resultado del libre juego de la oferta y la demanda, sirvió como un "barómetro" sensible, cuya "flecha", tan pronto como el Estado cometió errores en la política de precios inmediatamente "indicaba mal tiempo".
Pero la regulación de precios fue realizada por un aparato burocrático que no estaba suficientemente controlado por los productores directos. La falta de democracia en el proceso de toma de decisiones en materia de precios se convirtió en el "talón de Aquiles" de la economía socialista de mercado y jugó un papel fatal en el destino de la NEP.
Tan brillantes como fueron los éxitos económicos, su recuperación estuvo limitada por límites económicos. Alcanzar el nivel de preguerra no supuso un hito fácil, pero esto también significó un nuevo enfrentamiento con el atraso de la Rusia de ayer, ahora aislada y rodeada de un mundo hostil. A fines de 1917, el gobierno de Estados Unidos puso fin a las relaciones comerciales con la Rusia soviética, en 1918 lo hicieron los gobiernos de Inglaterra y Francia. En octubre de 1919, el Consejo Supremo de la Entente anunció una prohibición total de todas las formas de vínculos económicos con la Rusia soviética. Como resultado del fracaso de la intervención contra la República Soviética, los estados de la Entente se vieron obligados a levantar el bloqueo ,en enero de 1920. Los estados europeos intentaron organizar los llamados bloqueos de oro, negándose a aceptar el oro soviético como medio de pago, y un poco más tarde, un bloqueo crediticio, negándose a otorgar préstamos a la URSS.

### Lucha política durante la NEP
Los procesos económicos durante el período de la NEP se superpusieron al desarrollo político y estuvieron determinados en gran medida por este último. Estos procesos a lo largo de todo el período del poder soviético se caracterizaron por una gravitación hacia la dictadura y el autoritarismo. Mientras Lenin estuviera al mando, se podría hablar de una "dictadura colectiva"; era un líder únicamente a expensas de la autoridad, pero desde 1917 tuvo que compartir este papel con Trotski: el gobernante supremo en ese momento se llamaba "Lenin y Trotsky", ambos retratos adornaban no solo las instituciones estatales, sino, en tiempos, y chozas campesinas; sin embargo, con el comienzo de la lucha interna del partido a fines de 1922, los rivales de Trotski - Zinoviev, Kamenev y Stalin, carentes de su autoridad, se opusieron a la autoridad de Lenin sobre él y, en poco tiempo, lo inflaron a un verdadero culto - con el fin de para tener la oportunidad de ser llamados con orgullo "leninistas leales" y "defensores del leninismo".
Esto fue especialmente peligroso cuando se combinó con la dictadura del Partido Comunista. Como apuntó Mijaíl Tomsky, el líder de los sindicatos soviéticos, en abril de 1922, “Tenemos muchos partidos. Pero a diferencia del extranjero, tenemos un partido en el poder y el resto está en la cárcel”. Como para confirmar sus palabras, en el verano del mismo año se llevó a cabo un juicio abierto contra los socialistas-revolucionarios de derecha. Todos los representantes más o menos importantes de este partido que permanecieron en el país fueron juzgados y se dictaron más de una docena de condenas a la pena de muerte ,más tarde se indultó a los condenados. En el mismo 1922, más de doscientos de los mayores representantes del pensamiento filosófico ruso fueron exiliados al extranjero solo por el hecho de que no ocultaron su desacuerdo con el sistema soviético; esta medida pasó a la historia con el nombre de "Barco de vapor filosófico" (Философский пароход).
También se hubo endurecido la disciplina dentro del propio Partido Comunista. A finales de 1920, apareció en el partido una agrupación de oposición, la "oposición obrera", que exigía la transferencia de todo el poder en la producción a los sindicatos. Para reprimir tales intentos, el X Congreso del PCR en 1921 adoptó una resolución sobre la unidad del partido. Según esta resolución, las decisiones tomadas por la mayoría deben ser ejecutadas por todos los miembros del partido, incluidos aquellos que no estén de acuerdo con ellas.
El resultado del sistema de partido único fue la fusión del partido y el gobierno. Las mismas personas ocuparon puestos clave tanto en el partido (Politburó) como en los órganos estatales (Consejo de Comisarios del Pueblo de la Unión Soviética, Comité Ejecutivo Central de la Unión Soviética, etc.). Al mismo tiempo, la autoridad personal de los comisarios del pueblo y la necesidad de tomar decisiones urgentes y en las condiciones de la Guerra Civil llevaron al hecho de que el centro del poder no se concentraba en el cuerpo legislativo, en el Comité Ejecutivo Central de la Unión Soviética, sino en el gobierno, el Consejo de Comisarios del Pueblo.
Todos estos procesos llevaron al hecho de que la posición social de una persona, su autoridad, jugó un papel más importante en la década de 1920 que su lugar en la estructura formal del poder estatal. Por eso, hablando de las figuras de la década de 1920, se nombraron, los cargos basándose en los apellidos de los miembros del partido.
Paralelamente al cambio de posición del partido en el país, comenzó a necesitar aumentar su número para cubrir cargos gubernamentales en todos los niveles. Esto condujo a un rápido aumento del número de bolcheviques después de la revolución. Por un lado, hubo "purgas" periódicas diseñadas para liberar al partido de un gran número de pseudocomunistas que se habían unido al partido después de la Guerra Civil, por otro lado, el crecimiento del partido fue ocasionalmente impulsado por reclutas masivos, la mayoría una de las más importantes tras la muerte de Lenin. La consecuencia inevitable de este proceso fue la disolución de los viejos, ideológicos, bolcheviques entre los jóvenes miembros del partido. En 1927, de 1 millón 300 mil personas que eran miembros del partido, solo 8 mil tenían experiencia prerrevolucionaria.
Disminuyó no solo el nivel intelectual y educativo, sino también el nivel moral del partido. En este sentido, los resultados de la purga partidaria llevada a cabo en el segundo semestre de 1921 con el objetivo de sacar del partido a los "elementos burgueses y propietarios del kulak" son claramente indicativos. De 732 mil, solo 410 mil miembros quedaron en el partido. Al mismo tiempo, un tercio de los expulsados fueron expulsados por pasividad, otro cuarto - por "desacreditar el poder soviético", "egoísmo", "arribismo", "estilo de vida burgués" y "descomposición en la vida cotidiana".
En relación con el crecimiento del partido, la posición inicialmente invisible de secretario comenzó a adquirir cada vez más importancia. Cualquier secretario era hasta el momento un puesto secundario por definición. Esta era la persona que, durante los eventos oficiales, supervisaba el cumplimiento de las formalidades necesarias. En el Partido Bolchevique, a partir de abril de 1922, existía el cargo de secretario general. Combinó el liderazgo de la secretaría del Comité Central y el departamento de contabilidad y distribución, que distribuyó a los miembros del partido de nivel inferior en varios puestos. Esta posición le fue dada a Stalin.
Pronto, los privilegios de la capa superior de miembros del partido comenzaron a verse en estado de expansión. En 1923, el Buró Político del Comité Central del Partido Comunista de la Unión Soviética compiló y envió por primera vez listas de nomenclatura, una lista de cargos del partido y del estado, cuyo nombramiento estaba sujeto a aprobación en el Departamento de Contabilidad y Distribución del Comité Central. Esto marcó el comienzo de la formación del estrato gobernante, llamado "nomenklatura".
Los procesos de burocratización del partido y centralización del poder tuvieron lugar en el contexto de un fuerte deterioro de la salud de Lenin. En realidad, el año de la introducción de NEP se convirtió para él en el último año de una vida con plenas capacidades físicas y mentales. En mayo de 1922, fue golpeado por el primer ataque: el cerebro fue dañado, por lo que al casi indefenso Lenin se le asignó un horario de trabajo muy escaso. En marzo de 1923, se produjo un segundo ataque, después del cual Lenin perdió la plena consciencia durante seis meses en total, casi aprendiendo a pronunciar palabras de nuevo. Tan pronto como comenzó a recuperarse del segundo ataque, en enero de 1924 hubo un tercero, último y fatal. Una autopsia mostró que en los últimos años de la vida de Lenin, las arterias del cerebro se vieron profundamente afectadas.
Pero entre el primer y el segundo ataque, todavía intentó participar en la vida política. Al darse cuenta de que sus días estaban contados, trató de llamar la atención de los delegados sobre la tendencia más peligrosa en su opinión: la degeneración del partido. En los últimos artículos, conocidos como su "testamento político", entre diciembre de 1922 y enero de 1923, Lenin propone expandir el Comité Central a expensas de los trabajadores, para elegir una nueva Comisión de Control Central - de entre los proletarios, para acabar con los excesivamente poderosos y por tanto incompetentes miembros del Comisariado del Pueblo de la Inspección de Trabajadores y Campesinos.
En la nota "Carta al Congreso" (conocida como "Testamento de Lenin") había otro componente: las características personales de los principales líderes del partido (Trotski, Stalin, Zinoviev, Kamenev, Bujarin, Pyatakov). A menudo, esta parte de la Carta se interpreta como una búsqueda de un sucesor o heredero, sin embargo, Lenin nunca fue el único dictador, no pudo tomar una sola decisión de principio sin el Comité Central, y no tan al principio - sin el Politburó, a pesar de que tanto en el Comité Central, y más aún en el Politburó en ese momento, estaba en manos de personas independientes que a menudo discrepaban de Lenin en sus puntos de vista. Por tanto, no se podía plantear la cuestión de ningún "heredero" (además, no fue Lenin quien llamó "testamento" a la Carta al Congreso). Suponiendo que después de él la dirección colectiva permanecerá en el partido, Lenin dio características a los posibles miembros de esta dirección, en su mayor parte ambiguas. Solo una indicación definida estaba en su Carta: "el puesto de secretario general le da a Stalin demasiado poder, peligroso con su rudeza (era peligroso, según Lenin, solo en la relación entre Stalin y Trotski, y no en general)". Algunos investigadores modernos creen, sin embargo, que el "Testamento de Lenin" se basó más en el estado psicológico de Lenin que en motivos políticos.
Incluso antes de la muerte de Lenin, a fines de 1922, comenzó una lucha entre sus "herederos", más precisamente, la expulsión de Trotski del liderazgo del partido. En el otoño de 1923, la lucha se intensificó. En octubre, Trotski envió una carta al Comité Central en la que señalaba la formación de un régimen burocrático interno del partido. Una semana después, un grupo de 46 viejos bolcheviques escribió una carta abierta en apoyo de Trotski (Declaración 46). El Comité Central respondió con una refutación enfática. El papel principal en esto fue desempeñado por Stalin, Zinoviev y Kamenev. No era la primera vez que surgía una acalorada controversia dentro del partido bolchevique, pero, a diferencia de discusiones anteriores, esta vez la facción gobernante utilizó activamente la propaganda y maquinaría literaria del partido. Trotski no fue refutado con argumentos razonables, simplemente fue acusado de menchevismo, desviación y otros crímenes morales. La sustitución de difamaciones por disputas reales era un fenómeno nuevo: no había existido antes, pero se volvió cada vez más común a medida que se desarrolle el proceso político en la década de 1920.
Trotski fue derrotado con bastante facilidad: la siguiente conferencia del partido, celebrada en enero de 1924, promulgó una resolución sobre la unidad del partido (anteriormente mantenida en secreto), y Trotski se vio obligado a retirarse, pero no por mucho tiempo. En el otoño de 1924, publicó el libro "Las lecciones de octubre", en el que declaró inequívocamente que estaba haciendo la revolución con Lenin. Entonces Zinoviev y Kamenev recordaron "de repente" que antes del VI Congreso del RSDLP en julio de 1917, Trotski era menchevique. En diciembre de 1924, Trotski fue destituido de su puesto en el Comisariado del Pueblo de Asuntos Militares y Navales de la URSS y se vio forzado a abandonar el politburó. 
Por su parte, en uno de los últimos escritos de Lenin titulado Sobre la cooperación (1923), él planteaba que no se había puesto mucha atención al cooperativismo. Además, según Lenin, gracias a la NEP, el cooperativismo había adquirido «una importancia en verdad extraordinaria» ya que habían encontrado «el grado de conjugación de los intereses personales privados, de los intereses comerciales privados con los intereses generales» de una manera «más simple, más fácil y más aceptable» y que generaba una modernización en la manera de comerciar. Sin embargo, a pesar de que Lenin acusaba a otras formas de cooperativismo como «fantasiosas» por no comprometerse con la conquista proletaria del poder político y por su actuación aislada, el cooperativismo bajo un Estado proletario debería concretarse a gran escala y de manera articulada y moderna.

### Cierre de la NEP
En la segunda mitad de la década de 1920, comenzaron los primeros intentos de limitar la NEP. Se liquidaron los sindicatos de la industria, de los cuales se exprimió administrativamente el capital privado, y se creó un rígido sistema centralizado de gestión económica (comisarías del pueblo económico).
La razón inmediata del colapso total de la NEP fue la interrupción de las adquisiciones estatales de granos a fines de 1927. A finales de diciembre, por primera vez después del fin del “comunismo de guerra”, se tomaron medidas contra los kulaks por la confiscación forzosa de reservas de cereales. En el verano de 1928, se suspendieron temporalmente, pero luego se reanudaron en el otoño del mismo año.
En octubre de 1928, comenzó la implementación del primer plan quinquenal para el desarrollo de la economía nacional, el liderazgo del país se embarcó en un curso de industrialización forzada y colectivización. Aunque ningún organismo gubernamental canceló oficialmente la NEP, en ese momento ya se había eliminado.
Algunos investigadores atribuyen su finalización a 1929, con el comienzo de la colectivización continua.
Legalmente, la NEP no se eliminó hasta el 11 de octubre de 1931, cuando se adoptó una resolución para prohibir completamente el comercio privado en la URSS.
Por otra parte, a pesar de la ruptura oficial de Stalin con la Nueva Política Económica, durante el Primer Plan Quinquenal —de 1928 a 1932— se realizó un proyecto secreto de inversión extranjera privada con empresas destacadas de Estados Unidos que asesoraron al Gobierno soviético en materia de construcción industrial, lo cual sirvió de aprendizaje para los técnicos soviéticos.

## NEP y la cultura

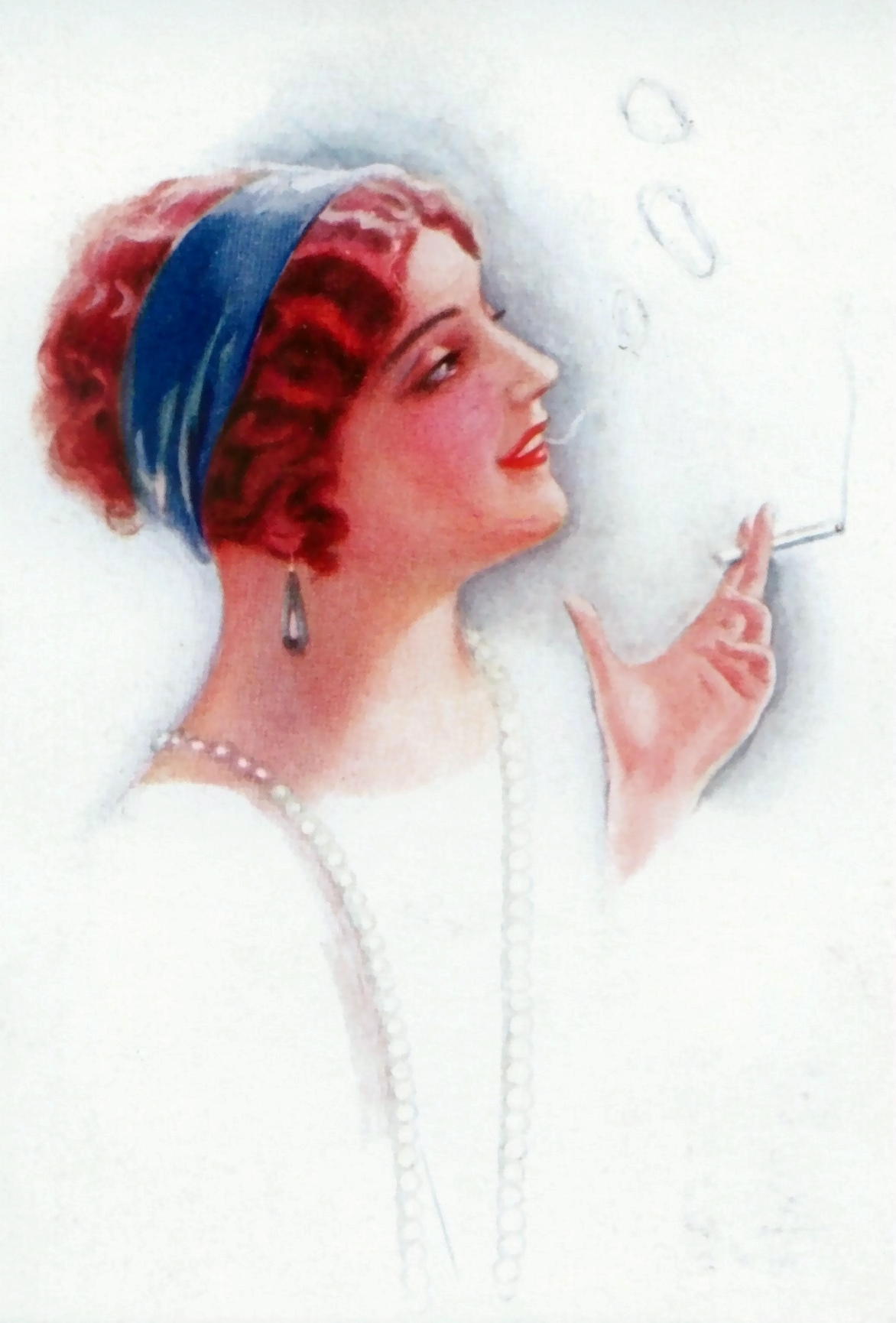
Moda femenina durante la NEP

No se puede pasar por alto la enorme influencia de la NEP en la cultura popular, lírica y teatral. Los ricos NEPmen - comerciantes privados, tenderos y artesanos que no estaban preocupados por el espíritu revolucionario romántico de la felicidad universal o las consideraciones oportunistas sobre el servicio exitoso del nuevo gobierno - estuvieron a la vanguardia durante este período.
Los nuevos ricos tenían poco interés en el arte clásico y además carecían de educación para entenderlo. Ellos marcaban su propio estilo. El cabaré y los restaurantes se convirtieron en el principal entretenimiento, una tendencia repetida por toda Europa en esa época, especialmente en París y Berlín.
El cabaré fue interpretado por artistas-pareados con tramas de canciones sencillas, rimas y ritmos sencillos e intérpretes de folletines (en francés: feuilleton), sketches humorísticos, entreprise (uno de los cantantes de pareados más famosos de la época fue Mijaíl Savoyarov). El valor artístico de estas representaciones fue muy criticado y puesto en entredicho. La trascendencia en la cultura popular rusa y soviética fue más bien limitada. Sin embargo, textos sencillos y con motivos ligeros de algunas canciones entraron en la historia de la cultura del país. Y no solo entraron, sino que empezaron a transmitirse de generación en generación, adquiriendo nuevas rimas, cambiando algunas palabras y fusionándose con el arte popular. Fue entonces cuando nacieron canciones tan populares como "Bublichki" (бублички), "Lemonchiki" (Лимончики), "Murka" (мурка) (el poeta deshonrado Yakov Yadov fue el autor de la letra de las canciones "Bublichki" y "Limonchiki").

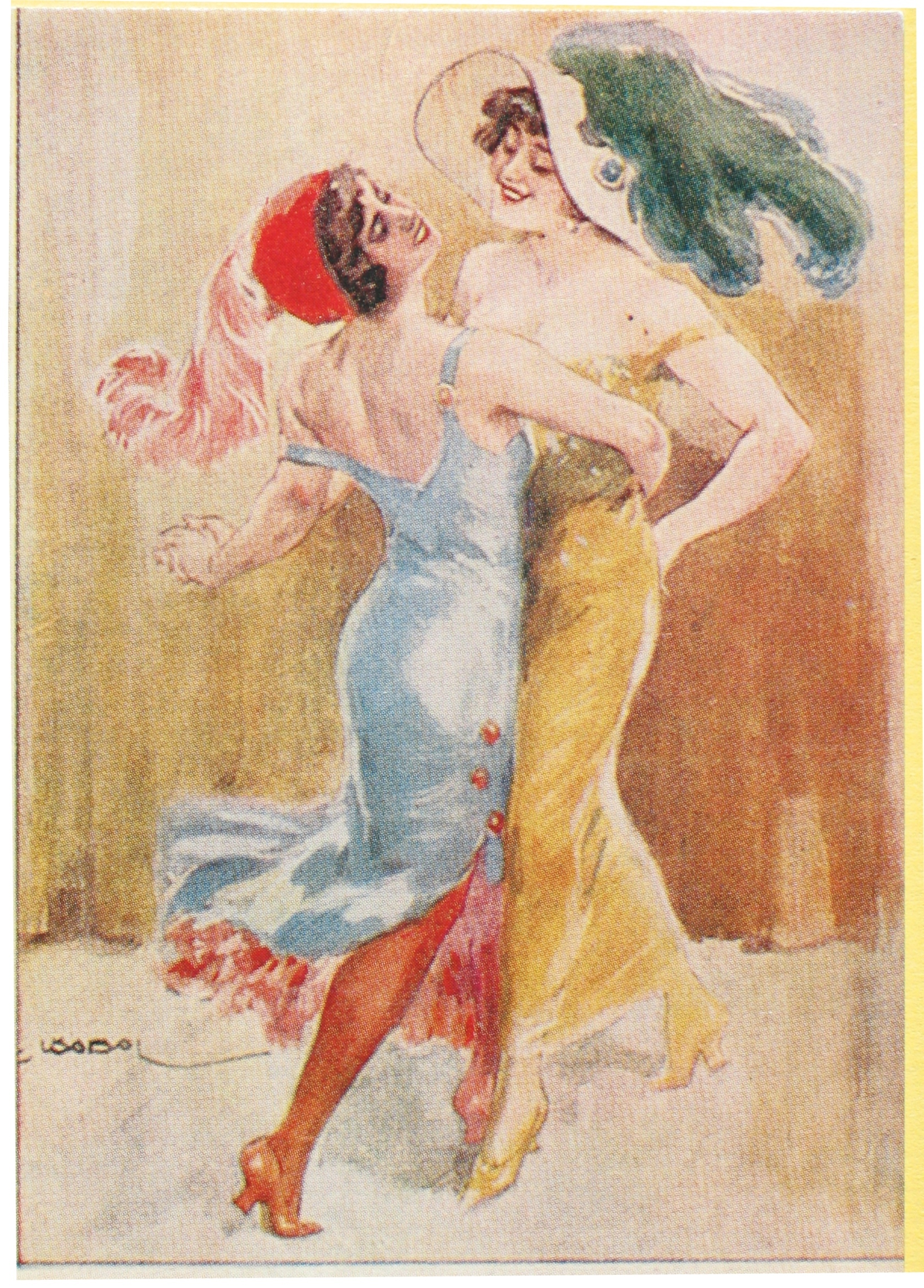
Postal de los tiempos de la NEP

Estas canciones fueron repetidamente criticadas y ridiculizadas por parte de los bolcheviques por ser apolíticas, con acusada falta de ideología, gusto filisteo e incluso con contenidos vulgaridad absoluta. Pero la longevidad de estos pareados demostró su originalidad y talento. Y muchas otras de estas canciones llevan la misma letra: simultáneamente irónicas, líricas, dolorosas, con rimas y ritmos simples, son similares en estilo a "Bagels" y "Lemons". Pero aún no se ha establecido la autoría exacta. Y todo lo que se sabe sobre Yadov es que compuso una gran cantidad de versos sencillos y muy populares en este período.
Los géneros ligeros también reinaban en los teatros. Y no todo se mantuvo dentro de los límites prestablecidos. El estudio de Yevgueni Vajtángov en Moscú (el teatro que en el futuro llevaría su nombre) en 1922 se dedicó a la producción del cuento de hadas de Carlo Gozzi "Princesa Turandot". Para la época esta obra suponía un material desenfadado y sin pretensioniones. Se vieron a los actores riéndose y bromeando mientras ensayaban. Así, con bromas, a veces muy agudas, apareció una actuación, que estaba destinada a convertirse en un símbolo del teatro, una actuación de panfleto que esconde sabiduría y una sonrisa al mismo tiempo detrás de la ligereza del género. Desde entonces, ha habido tres producciones diferentes de esta actuación. Una historia algo similar sucedió con otra producción del mismo teatro: en 1926, se representó allí la obra de teatro "El apartamento de Zoykina" (Зойкина квартира) de Mijaíl Bulgakov. El teatro en sí se dirigió al escritor con una solicitud para escribir un vodevil ligero sobre la NEP. El vodevil, alegre, aparentemente sin principios, escondía una seria sátira pública detrás de la ligereza externa, y la representación fue prohibida por decisión del Comisariado del Pueblo de Educación el 17 de marzo de 1929 con el pretexto de distorsionar la realidad soviética vivida en el momento.
En la década de 1920, tuvo lugar un verdadero boom de revistas en Moscú. En 1922, varias revistas humorísticas satíricas comenzaron a publicarse a la vez: Krokodil (en ruso: Крокодил ), Satyricon (Сатирикон), Smekhach (Смехач, literalmente en español: Risa), Splinter, un poco más tarde, en 1923 se conocería como la Revista Projector (Проектор) (bajo el paraguas del periódico Pravda); En la temporada 1921/1922 apareció la revista Ekran (Советский экран), entre cuyos autores se encontraban A. Sidorov, Pavel Davidovich Kogan, Gueorgui Bogdanovich Yakulov, Yakov Alexandrovich Tugendhold, Mikhail Efimovich Koltsov, Nikolai Mikhailovich Foregger, Vladimir Zakharovich Mass, E. Zozulya y muchos otros... En 1925, el conocido editor Vasily Alexandrovich Regininy el poeta Vladimir Ivanovich Narbut fundaron la revista mensual "30 días" (En ruso: Тридцать дней, transliterado: Tridtsat' dney). Toda esta prensa, además de noticias de la vida laboral, publicaba constantemente humoresques, historias divertidas y, poemas satíricos y viñetas. Pero con el final de la NEP, cesaron la mayoría su publicación. Desde 1930, Krokodil siguió siendo la única revista satírica de toda la Unión Soviética.

## Conclusiones
El éxito indudable de la NEP fue la restauración de la economía destruida, y si consideramos que después de la revolución la URSS perdió mucho personal altamente cualificado (economistas, gerentes, trabajadores de producción, etc.), entonces el éxito del nuevo gobierno se convierte en una "victoria sobre devastación." Al mismo tiempo, la ausencia de ese personal altamente calificado se convirtió en la causa de errores de cálculo y calidad en el proceso de producción futuro en la industria.
Cómo se ha descrito anteriormente, este periodo se aleja mucho de ser únicamente una transformación y recuperación económica de la guerra civil rusa. En cambio, se muestra como el germen de la futura época de la Unión Soviética, dónde nacieron en este periodo sus bases económicas, políticas, culturales y sociales.
Sin embargo, solo se lograron tasas significativas de crecimiento económico gracias al regreso al servicio de las capacidades de antes de la guerra. El potencial para un mayor crecimiento económico era extremadamente bajo. No se permitió que el sector privado llegara a las “alturas dominantes de la economía”, la inversión extranjera no fue bienvenida y los propios inversores no tenían prisa por ingresar a la Unión Soviética debido a la continua inestabilidad y la amenaza de nacionalización del capital. El estado no pudo realizar inversiones intensivas en capital a largo plazo solo con sus propios fondos.
“La industria de la NEP no dio tanto impulso como lo hizo a la agricultura, y principalmente su influencia aquí fue negativa. En primer lugar, impulsó la restauración de la producción artesanal y por dos motivos: en primer lugar, porque sufrió menos la guerra civil que la gran industria y era más fácil de restaurar, y en segundo lugar, porque era el principal proveedor de los bienes de consumo más simples que el campesino querría comprar con sus ganancias de la venta de productos agrícolas ”, apunta el investigador inglés EH Carr.